# 富士X-Pro1
富士X-Pro1是一款无反光镜可换镜头数码相机，于2012年1月发布，2012年3月上市。它是富士X系列相机的一部分。 2012年10月，富士发布了一款非常相似但体积较小的相机X-E1。 2016年1月，富士宣布了其后续产品X-Pro2。

## 主要特征
- 搭配1600万像素，APS-C画幅的“ X-Trans” CMOS传感器
- 与富士X卡口镜头系统兼容
- 第二代混合取景器
- TTL热靴外加同步终端

## 富士"X-Trans"CMOS图像传感器

X-Trans传感器中使用的6×6阵列

X-Pro1（以及其他富士X系列相机）中使用的富士X-Trans CMOS传感器据称可以提供比全画幅传感器更高的分辨率，并且色彩还原更好。
在标准的拜耳阵列传感器上使用了低通滤镜（或抗混叠滤波器，抗锯齿滤镜，英文:anti-aliasing filter），以减少拍摄部分有规律图案时的波纹现象（摩尔纹，moiré effect）。但是，低通滤镜会稍微降低照片锐度与分辨率。 “ X-Trans” CMOS传感器使用不同的像素排列方式，以减少波纹，而无需使用低通滤镜（AAF）。
这种相同的模式可确保像素的所有水平和垂直线都包含R，G和B像素，而拜耳阵列传感器在某些行中不具有R和B。

## 混合取景器
富士的混合取景器使摄影师可以在光学取景器（OVF）和高分辨率电子取景器（EVF）之间进行选择，并提供景深和白平衡的预览。 它还允许调整不同的光学放大倍率和取景框尺寸，以允许使用任一XF系列镜头进行准确的取景。
将XF镜头安装在相机机身上时，镜头相对于取景器的放大倍率将与对应尺寸的取景框配对并在两个取景器中显示。

## 评价
摄影网站的不少评论多数非常正面，不过其中包含了些明显的负面问题。 相机的高ISO性能通常被评论认为是优点，而弱光环境下的自动对焦性能和电池寿命则被视为两个主要缺点。 自发布以来，富士已经发布了一些固件升级，这些升级显着提高了自动对焦速度。
有评论认为，X-Pro1外观好看，比较符合消费者的口味。而且JPG画质细腻。
富士宣称自己采用了持续改善（或称改善法，英文:Kaizen）的管理方法，这意味着在X-Pro1发布固件更新时不断进行更新和创新。 自相机发布以来，已发布了21个固件更新，修复错误的同时提高相机性能并添加新功能。 改进提升的关键领域包括相机的自动对焦精度和速度，以及新功能，例如最新3.0固件更新中的对焦峰值功能。然而，有摄影爱好者批评X-Pro1是一款未经仔细测试就对外推出的半成品，而且直到六年后，超过20个固件更新始终没有解决公认的对焦慢这一问题。